# Ваховская, Варвара Ивановна
Варва́ра Ива́новна Вахо́вская (по мужу Бонч-Осмоловская; 1855, имение Качулова Тираспольского уезда Подольской губернии — 27 сентября 1929, Москва; похоронена на Новодевичьем кладбище) — революционерка, народница.

## Биография
Родилась в семье начальника земского отдела, правителя дел Подольского губернского правления и дел губернских учреждений: «Комитета общественного здравия», «Особого присутствия Подольского губернского комитета о земских повинностях» и «Подольской губернской комиссии народного продовольствия», надворного советника Ивана (Яна-Непомуцена-Николая) Мартыновича Ваховского (1819—?), из потомственных дворян Волынской губернии, и Марии Егоровны, урождённой Качуловой (1829—1860).
В 1870 году окончила Каменец-Подольскую гимназию.
В 1872 году выехала в Швейцарию, где поступила на философский факультет Цюрихского университета. В Цюрихе общалась с М. А. Бакуниным; участница кружков М. П. Сажина и П. Л. Лаврова.
В Россию вернулась после вызова 3 июня 1873 года Российского правительства.
Участница петербургского кружка Ф. Н. Лермонтова. По возвращении в Петербург занималась распространением нелегальной литературы и пропагандой среди рабочих. Активный участник организации «Черный передел». Поддерживала дружеские отношения с С. Л. Перовской, А. И. Желябовым, B. Н. Фигнер, Е. К. Брешко-Брешковской, Е. А. Гуревич. В эти же годы Варвара Ивановна познакомилась с С. Ф. Коваликом; позже средний сын Родион женился на дочери Ковалика, Марии.
Народница, осуждена Особым Присутствием Правительствующего Сената 23 января 1878 года к трем годам тюремного заключения по «Процессу ста девяноста трёх» (судебный процесс над участниками «хождения в народ», по которому было арестовано около 4 тысяч человек). В возрасте 23-х лет отсидела около 3-х лет в одиночке.
После замужества с А. И. Бонч-Осмоловским дальнейшую жизнь Варвара Ивановна вместе с членами своей семьи посвятила народнической деятельности, всю жизнь была поднадзорной. Находилась в минской тюрьме. Многократно была под арестом и судом. Вместе с мужем и сыновьями проходила по делу «О Блонском крестьянском союзе».
Умерла в Москве. Похоронена на Новодевичьем кладбище.